# Carl Bernstein
Carl Bernstein (født 14. februar 1944 i Washington D.C.) er en amerikansk journalist, der sammen med Bob Woodward var med til at afsløre Watergate-skandalen.
Bernstein og Woodward modtog Pulitzerprisen for bogen Alle præsidentens mænd.
Carl Bernstein voksede op i en jødisk familie, hvor begge forældre var borgerrettighedsaktivister og tilknyttet kommunistpartiet i 1940'erne. Bernstein far Al havde været til stede ved nogle partimøder, mens hans mor Sylvia deltog i pariets kamp for Julius og Ethel Rosenberg, og for at give adgang til svømmebassiner også for farvede personer. I sin erindringsbog Loyalties beskriver Bernstein forældrenes prøvelser under præsident Truman og den kolde krig.
Som sekstenårig begyndte Bernstein at arbejde deltid for avisen Washington Star og forlod senere Maryland-universitetet for en fuldtidsstilling som journalist. I 1966 blev han ansat ved Washington Post, hvor han dækkede områderne politi, retsvæsen og rådhusforvaltningen. I 1976 forlod han Washington Post til fordel for ABC, hvor han skrev om internationale forhold, og sendte bidrag til bl.a. New York Times og Rolling Stone. Bernstein udgav også flere bøger, deriblandt His Holiness om pave Johannes Paul 2. og en biografi om Hillary Clinton.
Han kom selv til at figurere i en bog, da hans kone Nora Ephron beskrev hans utroskab (med den britiske statsminister James Callaghans datter Margaret Jay) og den efterfølgende skilsmisse i bogen Heartburn fra 1983.